# Ilmari Bonsdorff
Toivo Ilmari Bonsdorff, född 15 februari 1879 i Tavastehus, död 17 oktober 1950 i Lahtis, var en finländsk geodet. Han var far till Eva Bonsdorff.

## Biografi
Bonsdorff blev filosofie doktor 1907 och deltog i gradmätningsexpeditionen till Spetsbergen 1903–07 och tjänstgjorde vid Pulkovo-observatoriet 1908–17. Han var även docent i astronomi vid Helsingfors universitet 1907–1918 och föreståndare för Geodetiska institutet i Helsingfors från dess upprättande 1918–1949 (från 1919 med professors titel). Bonsdorff var 1924–1948 även generalsekreterare i den på hans initiativ bildade Baltiska geodetiska kommissionen.
År 1948 utnämndes han till hedersledamot av Finska Vetenskapsakademien.
Bonsdorff publicerade ett flertal skrifter av astronomiskt och geodetiskt innehåll.
Han är begravd på Sandudds begravningsplats i Helsingfors.

## Utmärkelser
Asteroiden 1477 Bonsdorffia är uppkallad efter honom.